# 조제와 호랑이와 물고기들
〈조제와 호랑이와 물고기들〉(일본어: ジョゼと虎と魚たち)은 다나베 세이코의 단편 연애 소설이다. 《월간 가도카와》 1984년 6월호에 발표되었으며, 1985년 3월 27일 가도카와 쇼텐에서 같은 이름의 단편집에 수록되어 출간되었다. 다리가 불편해 거의 외출을 하지 않는 조제와 대학을 금방 졸업한 츠네오의 연애 이야기이다.

## 줄거리
어릴 적부터 하반신 마비로 걷지 못하는 구미코, 자칭 '조제'는 할머니와 둘이서 살고 있다. 할머니와 함께 외출했을 때, 누군가 조제가 탄 휠체어를 비탈길 아래로 밀어버리는데, 우연히 근처를 지나던 대학생 츠네오가 조제를 구한다. 그 일을 계기로 츠네오는 조제와 친구가 되어, 조제네 집을 찾아가 조제의 수발을 들어주고 집안일을 돕는다. 조제는 늘 츠네오에게 투덜거리며 거만하게 대했으나, 츠네오는 그런 조제에게 아름다움을 느낀다.
츠네오는 취업 활동 때문에 잠시 조제네에 발길을 끊었다가, 시청에 취직한 후 다시 찾아간다. 그 사이 할머니는 죽고, 조제는 근처의 연립주택으로 보내져 시설의 자원봉사에 의존하며 혼자 힘겹게 살고 있었다. 조제는 츠네오에게 외로움을 털어놓고 두 사람은 서로에 대한 애정을 확인하며 잠자리를 가진다. 다음날 두 사람은 동물원에 가서 호랑이를 구경한다. 조제는 '사랑하는 남자가 생기면 같이 무서운 호랑이를 보러 가고 싶었다'고 말한다.
두 사람은 정식으로 결혼하지는 않지만 서로 부부라고 생각하며 함께 살아간다. 그리고 규슈 끝자락 섬으로 명목상의 신혼여행을 떠난다. 조제는 해저 수족관에 도착했으나 하필 휴일이라 구경을 못하고 조제에게 구박을 당한다. 그러다가 바다가보고 싶다는 조제의 말에 바다가 가까운 숙소를 찾아서 가다 물고기 형상의 숙소를 발견하고 들어간다 . 밤에 천정에 조명이 비추는데 조제는  수많은 물고기를 넋을 잃고 구경한다. 그날 밤 달빛이 가득차 수족관처럼 보이는 숙소 천정을  바라보며, 조제는 자신과 츠네오가 물고기이자 죽은 존재이고 행복이란 죽음과 같은 것이라고 생각한다.

## 등장인물
- 조제(ジョゼ)

본명은 야마무라 구미코(山村クミ子). 프랑수아즈 사강의 소설을 감명 깊게 읽고 소설에 자주 나오는 이름인 조제를 자기 이름으로 삼는다. 학교에 다닌 적은 없지만 책을 읽으며 글을 익혔으며, 텔레비전에서 본 것을 곧잘 따라한다. 어렸을 때 어머니가 집을 나갔고, 아버지는 조제가 생리를 시작하자 복지시설에 보내 버리고는 찾아오지 않는다. 17세 때 친할머니에게 맡겨져 함께 살다가 사고를 계기로 츠네오와 만난다.
- 츠네오(恒夫)

조제네 집의 근처에서 자취하며 취직을 준비하던 히로시마 출신의 대학생. 조제보다는 두 살 연하다. 조제는 기분이 좋을 때 그를 '관리인'이라고 부른다. 휠체어를 탄 채로 비탈길 아래로 떠밀린 조제를 구해준 인연을 계기로 조제와 어울린다.